# Hypericum oblongifolium
Hypericum oblongifolium este o specie de plante din genul Hypericum.

## Răspândire
Se găsește în Pakistan și Nepal.

## Descriere
Tulpinile sunt roși, având cam 15–50 mm în lungime, ceea ce înseamnă că în general sunt mai scurte decât frunzele. Scoarța este gri închis. Frunzele sunt sesile, având o formă eliptică spre alungită. Florile au circa 35–65 mm în diametru și sunt stelate. Petalele sunt galbene deschis spre portocaliu-galben deschis. Semințele au culoarea maro roșcat închis și au aproximativ 1–1,2 mm în lungime.
Perioada înfloririi acestei specii durează în general din martie până în august.

## Utilizări
Extractul de Hypericum oblongifolium a fost utilizat în mod tradițional ca tratament pentru numeroase afecțiuni, incluzând hepatita, ulcerul gastric și înțepăturile de albină. De asemenea, a fost folosit și pentru afecțiuni externe ca sedativ, antispasmodic, și antiseptic.
Extracte de metanol din H. oblongifolium au fost testate pentru proprietățile lor analgezice, demonstrându-se că extractul are proprietăți analgezice. Cu toate aceste, nu s-a înregistrat o utilizare la scară largă a acestei plante ca analgezic.